# Sassalbo
(Prospero Fantuzzi)
Sassalbo (Sàrbo nel locale dialetto lunigianese) è una frazione del comune di Fivizzano, in provincia di Massa-Carrara. Il nome deriva dal latino saxum albus, 
cioè “pietra bianca”, per i giacimenti di gessi triassici dei dintorni, usati in passato come cave. 

## Geografia
Situata nell'alta valle del torrente Rosaro, nella Lunigiana orientale, alle pendici del crinale dell'Appennino tosco-emiliano, la frazione è 16,5 km a nord-est del capoluogo comunale Fivizzano e a 6 km dal Passo del Cerreto, confine naturale e amministrativo tra la Toscana e l'Emilia-Romagna.

## Storia

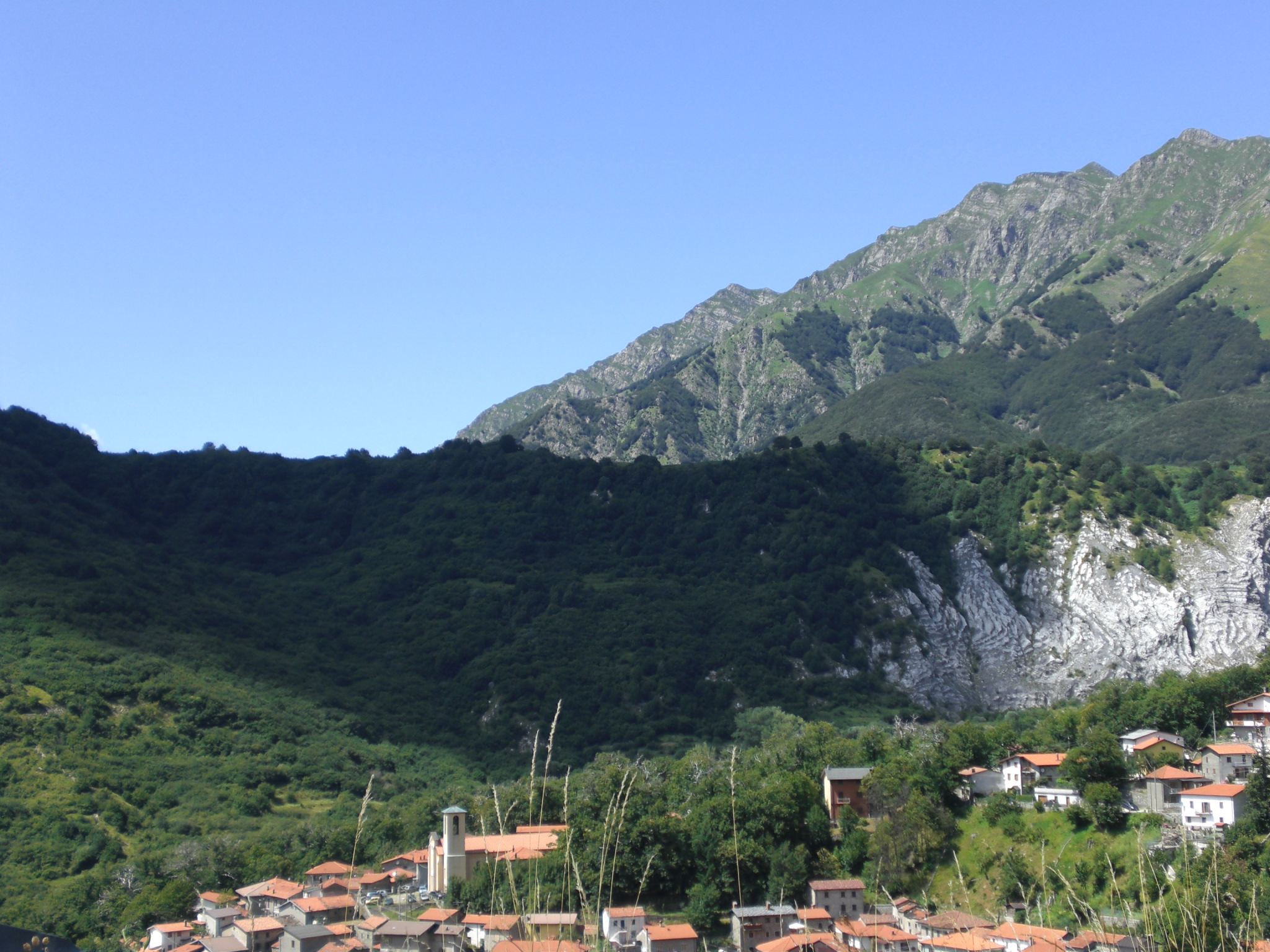
Altro scorcio

Sassalbo ha sicuramente origini preistoriche, forse legate agli antichi Liguri Apuani, ma il suo sviluppo è avvenuto nel medioevo in quanto luogo di transito lungo la via che collegava la costa (dove sorgeva fino all'XI secolo il porto di Luni) e tutta la Lunigiana orientale alla Pianura Padana tramite il passo dell'Ospedalaccio. 
Nel 1847, in base alle clausole del trattato di Firenze siglato segretamente tre anni prima, Sassalbo, assieme a tutto il territorio di Fivizzano, fu ceduto dal Granducato di Toscana al Ducato di Modena e Reggio. 
Fino a pochi decenni fa le case del paese erano prive dei camini. Al di là delle spiegazioni folcloristiche è probabile che ciò fosse dovuto al fatto che ogni famiglia aveva il proprio metato per seccare le castagne: si accendeva il fuoco al centro della stanza e il fumo attraversava lo strato di castagne per uscire poi dai tetti coperti da piagne o tegole, come scrive anche il Fantuzzi nei suoi Viaggi Geografici. L'abitato e la chiesa furono gravemente danneggiati dal violento terremoto del settembre 1920.
Il Parco nazionale dell'Appennino Tosco-Emiliano, istituito nel 2001, ha scelto di stabilire qui la propria sede.

## Monumenti e luoghi d'interesse
- Chiesa di S. Michele Arcangelo, ricostruita due volte (dopo frana nel 1843 e terremoto del 1920)[4]
- Palazzo dei Priori
- Resti del castello medievale.

## Nella cultura di massa
La frazione e la sua storia di migrazione sono al centro del film-documentario Sassalbo, provincia di Sydney, qui girato dal regista Luigi Faccini nel 1981, e così intitolato per il massiccio flusso registrato nel Novecento in particolare verso l'Australia, causa la mancanza di lavoro: l'opera, trasmessa dalla RAI, propone interviste e ricordi di gente del luogo, oltre a documentare la costruzione di una carbonaia con tecniche ed esperienza ormai andate quasi del tutto perdute. Un film che entusiasmò personaggi quali Alberto Bevilacqua, Giorgio Bassani e Mario Soldati.
Fra i sassalbini migrati nel “Paese dei canguri” anche il cantante Annibale Giannarelli, che nel 1961, a 13 anni, lasciò con i genitori il borgo natìo: là intraprese la fortunata carriera canora, sviluppata anche partecipando ad alcune colonne sonore italiane. Fra tutte spicca la canzone Trinity, brano portante del film Lo chiamavano Trinità..., incisa nel 1970 durante un temporaneo rientro in Italia.

## Infrastrutture e trasporti
La principale via d'accesso a Sassalbo è la strada statale 63 del Valico del Cerreto che passa a 2,2 km ad est del paese ed alla quale è unita mediante una via comunale.